# Stjørdal
Stjørdal è un comune norvegese della contea di Trøndelag.
Qui è presente l'Aeroporto di Trondheim-Værnes.
È famoso turisticamente perché contiene la frazione di Hell(letteralmente inferno in Inglese),diventando un Meme ed anche una località turistica.